# パチンコ激闘伝!実戦守山塾
パチンコ激闘伝!実戦守山塾（パチンコげきとうでん・じっせんもりやまじゅく）は、MONDO TVで放送されているパチンコ番組。初回放送は隔週日曜23:00 - 24:00。
現在の番組は2009年4月放送開始だが、前身番組も含めると放送開始から18年目に突入しており、パチンコ番組としては長寿番組の部類に入る。本項目では前身番組についても扱う。

## 概要
番組開始当初は「パチンコ初心者の女性アシスタントを、パチプロである守山アニキと、毎回登場するゲストプレイヤーの2人が教育することで、それなりの腕を持ったプレイヤーに育て上げる」ことをテーマとしていた。具体的にはまずパチンコの基本的な打ち方を教えるところから始まり、その時々でホールに設置されている主なパチンコ機種の解説や、ボーナス確率や換金率・遊技条件（特に持ち玉での台移動、出玉共有の可・不可に関するもの）に応じたホール内での立ち回りなどを教えていく。
アシスタント交代時の端境期や、出演者のスケジュールの都合等の理由で一時的にアシスタント不在の場合もあり、その際は「達人シリーズ」として、「パチンコの達人（＝ゲスト）の立ち回りを学ぶ」という趣旨で複数のゲストを招いて実戦収録を行うこともある。
パチンコの機種解説に関してはその時々の人気機種を取り上げることが多い。初期には守山アニキの好みの機種である海物語シリーズがよく取り上げられていた。
前述の通り、当初の番組主旨が「アシスタントを一人前のパチンカーに育てる」ことであったため、当初番組内では時々アシスタントの技量がどの程度上達しているかを調べる目的で「パチンカー検定」が行われていたが、安藤遥にアシスタントが交代して以降は主旨が事実上有名無実化しており、検定も行われていない。

## 歴史
- 2003年10月 スカパー!の『全日本「パチンコ・パチスロ」情報局！』チャンネル（ch.754、現パチ・スロ サイトセブンTV）において、『熱闘!守山塾』の名称で放送開始。当時は月1回更新の1時間番組だった。
- 2005年1月 放送局をMONDO21に移籍し、番組名を『必勝!!パチンコ守山塾』に変更。
- 2006年1月 番組名を『太鼓判!守山流パチンコホール戦略術』に変更。同時に放送が隔週更新の30分番組になる。
- 2006年10月 番組名を『パチプロ奥義伝承!実戦守山塾』とする。
- 2009年4月 番組名を現在の『パチンコ激闘伝!実戦守山塾』に変更。同時にハイビジョン制作になる。
- 2009年10月 放送時間が60分に拡大。隔週更新は変わらないため、実質的に放送時間が倍増となる。
- 2010年10月 アシスタントを置かない「達人シリーズ」に突入（ - 2011年3月）。
- 2011年4月 アシスタントが復活し、番組が元のスタイルに戻る。
- 2017年12月収録分（1月放送）の「真王伝説」に守山と安藤でゲスト出演[1]。

## 出演者
- 守山アニキ（塾長）
- 女性アシスタント（塾生）
  - 真川愛（2004年）
  - 武井りか（2005年1月 - 6月）
  - 七生奈央（2005年7月 - 2007年11月）
  - 三橋玲（現・三橋玲子、2008年1月 - 2009年4月）
  - 森谷初美（2009年4月 - 2010年9月）
  - 安藤遥（2011年4月 - ）
- 主なゲスト
  - 守山有人（守山アニキが休みの際に塾長代理として数回出ている）
  - かおりっきぃ☆（パチンコ必勝ガイド、『パチンコ勝ち台実戦チェック!』レギュラー）
  - セレブ大鳥（パチンコ必勝本）
  - なべっち（パチンコ最強攻略、『リーチ満載!パチンコ新台ナビ』レギュラー）
  - シゲキ（パチンコ最強攻略、パチンコ台のスペック説明でも登場する）
  - ゼットン大木（パチンコ必勝ガイド）
  - 七瀬はな
  - 赤パン先生
  - SF塩野
  - 大崎一万発　（元パチンコ必勝ガイド編集長）
  - 岩崎紘子
  - ヅラプロ森藤（パチンコ必勝ガイド、パチスロ必勝ガイド）
  - モデル・オノ（パチンコ必勝ガイド）
  - イシワタ（パチンコ必勝ガイド）
  - 運留（パチンコオリジナル必勝法）
  - 二階堂亜樹
  - ヒラヤマン（パチンコ必勝本、『パチンコ勝ち台実戦チェック!2』レギュラー）
  - 山田太一
  - 銀田まい

## 関連商品
2008年7月に、コアマガジンが同名のDVD付きムック（季刊）を創刊している。番組名変更後もムックはしばらく「パチプロ奥義伝承!実戦守山塾」の名称で発行を続けたが、2010年4月刊行分より現在の番組名に変更された。なおコアマガジンのパチンコ系刊行物については2012年4月にガイドワークスに移管されたため、以後は同社からの発行となっていた。
また2008年4月には、同番組の制作会社であるナノキューブより『実戦・守山塾～守山アニキの必勝十ヵ条～』と題したDVDも発売されている。